# Castillo de Villamarchante
El castillo de Villamarchante es un bien de interés cultural situado en el municipio de Villamarchante (Valencia).
Se encuentra inscrito como BIC con número de anotación ministerial R-I-51-0010629 de 9 de mayo de 2001.

## Emplazamiento
Se encuentra en un montículo que actualmente forma parte del centro de Villamarchante.

## Descripción
Se conservan tres de los cuatro lienzos de las fachadas exteriores de la torre. Esta era de planta rectangular. También se conservan dos cuerpos de ventanas. La fachada norte tiene una longitud de 14,50 metros, y las oeste y este 9 metros. La fachada meridional no ha llegado al siglo XXI. La altura de estos paramentos de fábrica es de 13 metros sobre el nivel actual de la Plaza del Castillo.
El trazado de la muralla que rodea al castillo se adapta a la topografía del promontorio, delimitando un espacio interior. Se conserva visible gran parte del lienzo sur, con 57 metros de longitud, gracias a que el fuerte desnivel existente ha impedido adosar construcciones en la cara exterior. Sí hay edificaciones adosadas a los restos de la torre. Los lados oeste y norte de las murallas presentan edificaciones adosadas o están incluidos en las mismas, mientras que el lado este no se conserva.

## Historia
Su origen es anterior a la llegada de los aragoneses, ya que en 1238, durante la Reconquista fue entregado por Jaime I de Aragón a Pedro Cornel, y posteriormente a Ximén Pérez de Arenós. Después cambiaría varias veces de manos. A inicios del siglo XXI se encontraba abandonado y sujeto a la aplicación de un Plan Especial de Protección y Conservación municipal.

## Galería

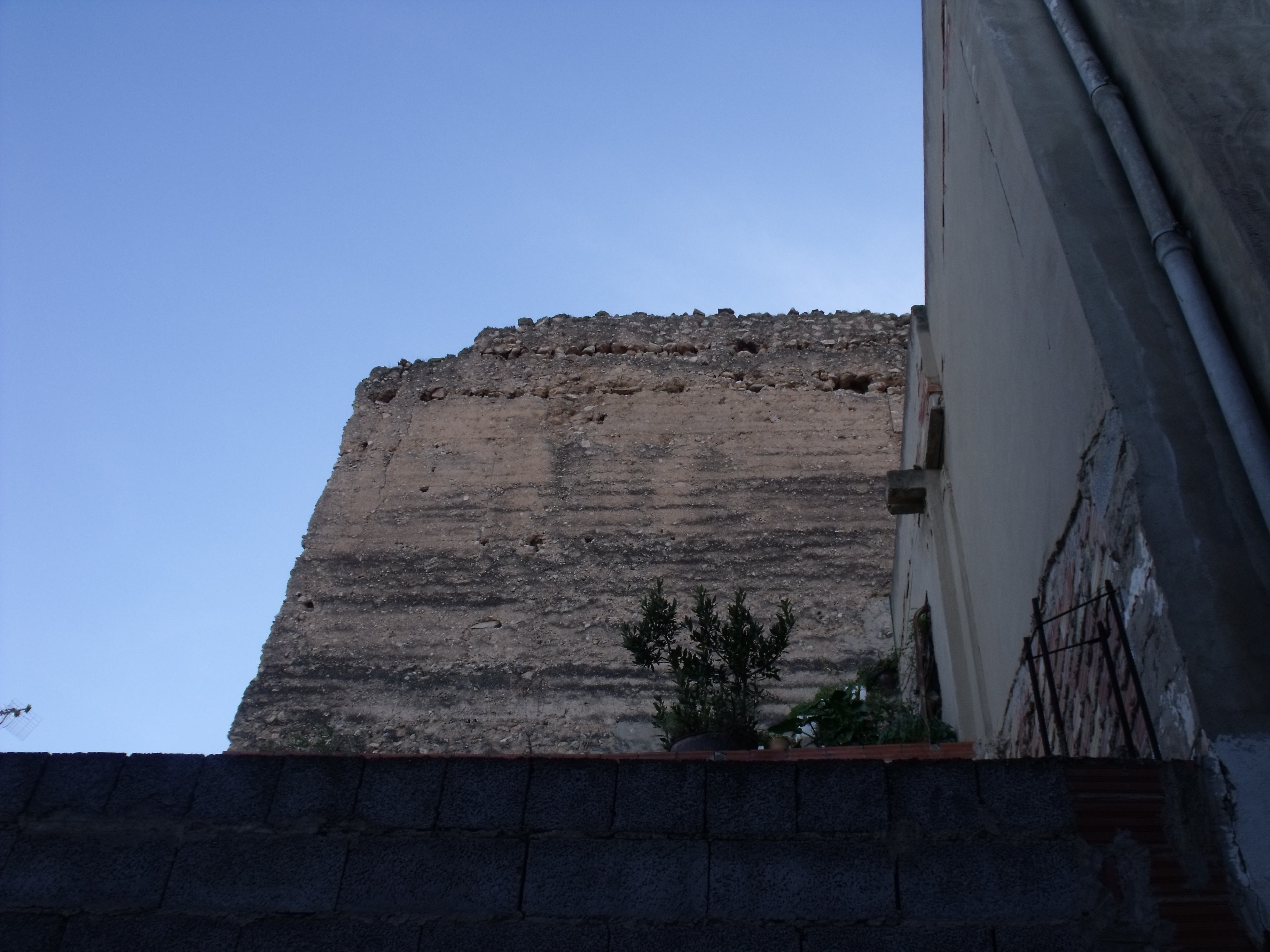
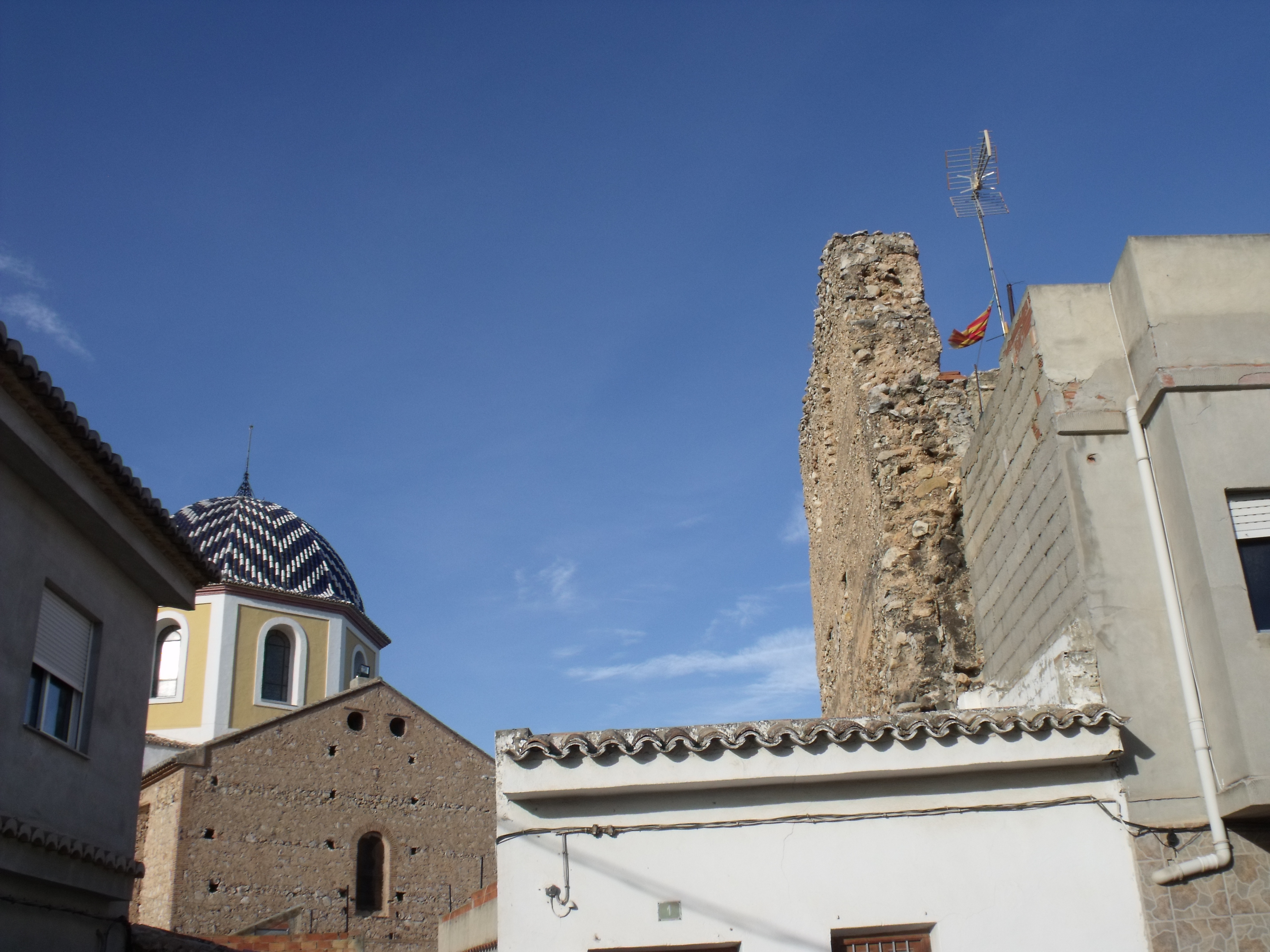
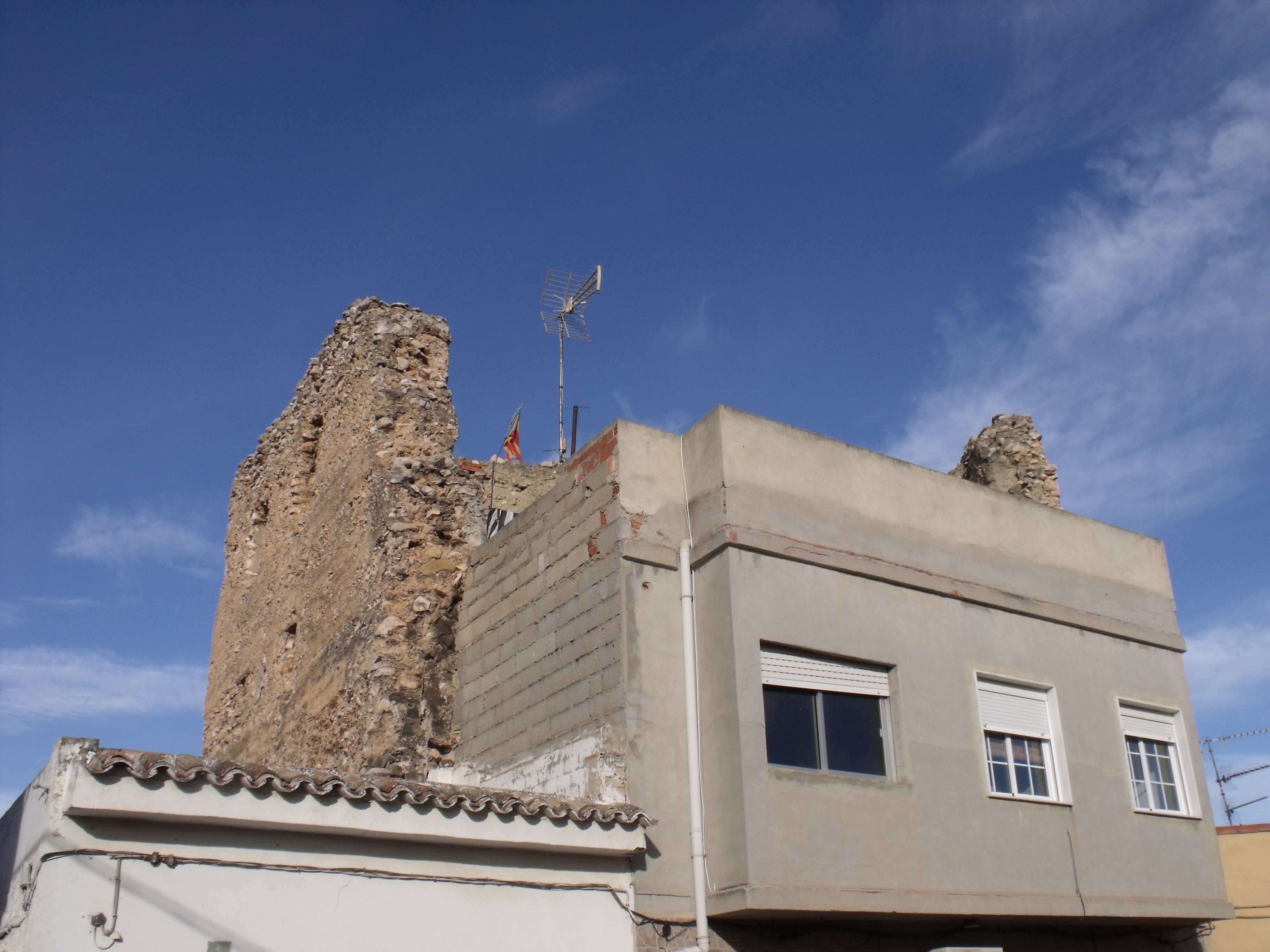